# Едвард Фіцджеральд, 7-й герцог Лейнстер

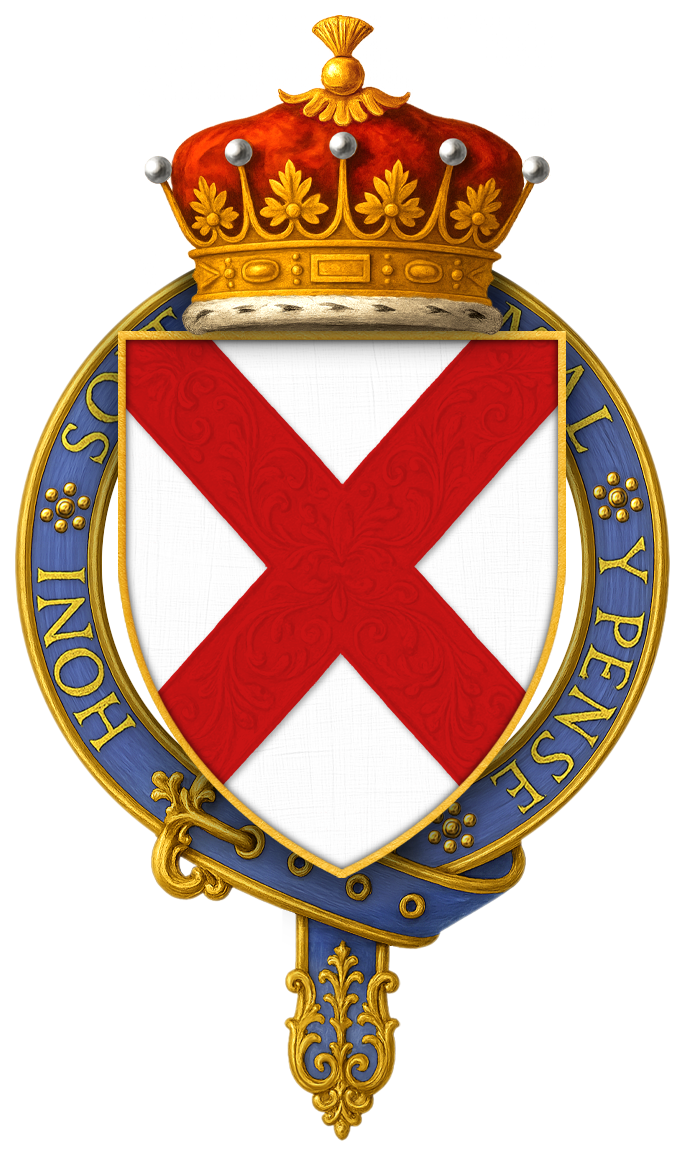
Герб герцогів Лейнстер.

Едвард Фітцджеральд (англ. Edward FitzGerald, 7th Duke of Leinster; 6 травня 1892 — 8 березня 1976) — VII герцог Лейнстер, лорд, барон, граф, пер Ірландії. Відомий як лорд Едвард Фіцджеральд.

## Життєпис
Едвард ФітцДжеральд був наймолодшим з трьох синів Джеральда Фіцджеральда — V герцога Лейнстер та його дружини леді Герміони Данкомб.
Титули та володіння він успадкував у 1922 році після смерті свого старшого брата — Моріса Фіцджеральда — VI герцога Лейнстер, що був психічно хворим і лікувався в психіатричній лікарні і ніколи не одружувався. На час коли він успадкував всі титули предків всі маєтки і землі герцогів Лейнстер вже були продані за борги опікунами. Едвард був затятим гравцем і картярем, ще до вступу в права він заклав всі будинки і титули. які ще лишалися у герцогів Лейнстер в Ірландії, в графстві Кілдер, не чекаючи, коли він отримає спадок. Він вирішив жити в Англії, решта його маєтків лишилися в розпорядженні управителя бенефіціара — сера Гаррі Меллабі-Ділі — І баронета.
У 1936 році він був притягнутий до суду за борги у справі про банкротство. У 1928 році він їздив до Сполучених Штатів Америки з надією знайти багату наречену, одружитись і віддати величезні борги. Але марно. Багатих наречених знайти було не так просто. Його спадкоємці відмовились від титулу герцога Лейнстер. Решту свого життя він провів у селищі Пімліко — в глушині.[уточнити] Помер, покінчивши життя самогубством, прийнявши смертельну дозу фенобарбіталу.

### Родина
Едвард Фіцджеральд був одружений 4 рази:
- Мей Хуаніта Етерідж (4 серпня 1892 — 11 лютого 1935) — на прізвисько «Дівчина Рожевої Піжами». З нею він одружився в Лондоні 12 червня 1913 року. Дочка Джессі Едварда Етеріджа — продавця, та його дружини Терези Грейс Гарріетт Ен Саммерелл. Едвард розлучився з нею в 1922 році, за умови, що герцог буде виплачувати їй $ 50 на тиждень і що вона буде жити окремо і не спілкуватиметься з їх сином. Суд щодо розлучення тягнувся дуже довго. Юрилично вони розлучилися тільки в 1930 році. Після розлучення вона взяла ім'я Мей Мюррей. У 1935 році вона покінчила життя самогубством, прийнявши смертельну дозу снодійного. У них була одна дитина — син — Джеральд Фітцджеральд, VIII герцог Лейнстер (27 травня 1914 — 3 грудня 2004).
- Агнеса Рафель Ван Нек (14 грудня 1902 — 28 грудня 1993, Лондон) — американська світська леді, колишня дружина Клер Ван Нека, єдина дочка Роберта Девідсона Кеннеді та його першої дружини Мей Наттінг. Едвард та Агнеса одружились в Лондоні 1 грудня 1932 року, розлучились в 1946 році після кількох років життя в Шотландії. Едвард сказав з цього приводу: «Вона сказала, що не може жити серед овець і озер, я зрозумів, що це справді так…».
- Джессі Вессель — колишня акторка і музикантка, відома професійно як Деніс Орм (1884—1960). Дошлюбне прізвище Смітер. Вона була колишньою дружиною датського дипломата Теодора Вільяма Весселя, колишньою дружиною ІІІ барона Чарстон, дочкою бармена Альфреда Смітера. Едвард одружився з нею 11 березня 1946 року. Герцогиня була бабусею Ага Хана IV. Від цього шлюбу герцог Лейнстер мав сім пасинків.
- Вів'єн Айрін Коннер (19 лютого 1920 — Брайтон, Сассекс, 1992) — офіціантка, колишня дружина Джорджа Вільяма Коннера, дочка Томаса Фелтона. Едвард одружився з нею в 1965 році. Від цього шлюбу герцог мав пасинка — Тоні Коннера.

Герцог мав позашлюбного сина Айвонна Денісона Персі Пробіна (пізніше він був відомий як Айвонн Фітцджеральд) від дочки полковника Дж. Персі Пробіна.